# География на Бразилия
Една пета от площта на Бразилия се заема от част от Амазония – най-голямата низина на Земята, която обхваща басейна на най-дългата и пълноводна река Амазонка.
В Амазонията се намират най-обширните екваториални гори в света, наречени джунгли (на португалски: selvas). На много места тук все още не е стъпвал човешки крак. Никой не знае какъв е броят на различните разтителни и животински видове в Амазония, но безспорно е, че биологичното разнообразие в тях е най-голямото в света. Според учените видовете растения и животни в Амазония са над 5 млн., а това представлява почти 1/3 от всички познати видове живи организми на Земята.
Амазония е изключително богата на ендемити – различни видове палми, лиани, орхидеи, водни лилии и други. Тя е родина и на много дървета със стопанско значение – какаово, хининово, памуково, каучуково дърво хевея и други.
Богат е и животинският свят – маймуни, ягуари, пуми, ленивци, мравояди, тапири, много птици (колибри, тукани, папагали и други). В речните води се срещат над 2000 вида риби – сред тях са и хищната пираня и електрическата риба. Амазония изобилства от насекоми и влечуги – анаконда (най-голямата змия на Земята), различни видове мравки, комари, пеперуди и т.н.

## Разположение
Бразилия е петата по големина страна в света, след Русия, Канада, Китай и Съединените щати, и третата по големина в Америка с обща площ от 8 514 876,599 km², включително 55 455 km² водна площ. Територията ѝ обхваща четири часови зони – UTC-5 в щат Акре, UTC-4 в западните щати, UTC-3 в източните (и официалното време на Бразилия) и UTC-2 на атлантическите острови.
Територията на Бразилия се пресича от два от петте основни паралела: екватора, минаващ през устието на река Амазонка и Тропика на Козирога, пресичащ град Сао Пауло. Страната заема обширна площ по протежение на източния бряг на Южна Америка и включва голяма част от вътрешността на континента, споделяйки обща граница с Уругвай (885 km) на юг, Аржентина (1132 km) и Парагвай (945 km) на югозапад, Боливия (2570 km) и Перу (2822 km) на запад, Колумбия (1644 km) на северозапад, Венецуела (1495 km), Гаяна (1225 km), Суринам (493 km) и френския отвъдморски департамент Гвиана (580 km) на север. Общата дължина на сухоземните ѝ граници е около 16 500 km. На североизток, изток и югоизток граничи с Атлантическия океан, чиято брегова ивица е с дължина 7367 km.
Разстоянието от най-северната до най-южната точка е 4320 km, а от най-източната до най-западната – 4328 km. Страната има обща граница с всяка държава от Южна Америка, с изключение на Еквадор и Чили. Тя също включва множество океански острови, като скалите Сау Педру и Сау Паулу, Фернанду ди Нороня, Тринидади и Мартим Вас както и група малки острови и коралови рифове наречени Атол дас Рокас.

### Релеф и води
Бразилският релеф е разнообразен и включва хълмове, планини, равнини, плата и уникалната бразилска савана, позната като сераду. По-голямата част от страната се намира между 200 и 800 m надморска височина. Основните планински възвишения заемат повечето от южната половина на страната. Северозападните части на бразилското плато са съставени от широко разпределени низини и заоблени хълмове. Югоизточната част е по-масивна, със сложна система от хребети и планини, достигащи до 1200 m надморска височина. Сред тях се открояват Сера да Мантикейра, Сера до Еспинясо и Сера до Мар. На север гвианското плато има основна дренажна функция, разделяйки реките, вливащи се на юг във водосборния басейн на Амазонка от вливащите се в басейна на река Ориноко във Венецуела. Най-високата точка в Бразилия е Пико да Неблина който се намира в Сера до Имери (на границата с Венецуела), на 2994 m надморска височина, а най-ниската е на Атлантическия океан.
Бразилия има гъста и сложна речна мрежа, една от най-обширните в света, с осем основни водосборни басейна, които се вливат в Атлантическия океан. По-големите реки са Амазонка (най-голямата река в света и най-голяма по отношение на водния обем, с изходящ поток от 12,5 млрд. литра в минута), Парана и най-големия ѝ приток, Игуасу (който включва водопада Игуасу), Риу Негру, Сау Франциску, Шингу, Мадейра и Тапажос.

### Климат
| Сняг в Сау Жуаким, щат Санта Катарина |  | Тропичен климат във Фернандо ди Нороня, щата Пернамбуко |
| Сняг в Сау Жуаким, щат Санта Катарина |  | Тропичен климат във Фернандо ди Нороня, щата Пернамбуко |

Бразилският климат разполага с широка гама от метеорологични условия върху голяма площ и разнообразен релеф, макар че в по-голямата част от страната преобладава тропическият климат. Според системата Кьопен-Гейгер, в Бразилия се наблюдават шест големи климатични подвидове: екваториален, тропичен, полупустинен, планинско-тропичен, умерен и субтропичен климат. Различните климатични условия създават природни среди, вариращи от тропическите гори в северна и полупустинни региони в североизточна Бразилия към иглолистните гори от умерения пояс в южна и тропическа савана в централна Бразилия. Много региони имат микроклимат напълно различен от гореизброените видове.
Екваториалният климат е основна характерна черта за голяма част от Северна Бразилия. Сухият сезон не съществува реално, но има някои промени през годината, когато валят повече дъждове. Средните температурни стойности са около 25 °C, с по-значителни температурни вариации между нощта и деня, отколкото между сезоните. Валежите в Централна Бразилия са по-сезонни, характерни за саваната. Тази част на страната е толкова голяма, колкото басейна на Амазонка, но има много по-различен климат, тъй като е по на юг, при по-ниска надморска височина. На североизток, сезонните валежи са още по-екстремни. В района на полу-сухия климат обикновено пада по-малко от 800 mm дъжд, повечето от който пада в период от 3 до 5 месеца в годината, а понякога и по-рядко, получавайки се дълги сухи периоди. „Голямата суша“ от 1877 – 78 г. в Бразилия, най-тежката, регистрирана някога в страната, причинила около половин милион смъртни случаи. Друга, през 1915 г. също нанесла големи щети на държавата.
В южната част на Баия, в близост до Сао Пауло, разпределението на валежите е променливо, с дъждове през цялата година. В тропичния климатичен пояс духат влажните югоизточни пасати, които носят валежи. Южните и югоизточните части имат условията на умерен климат, със студена зима и средна годишна температура не по-висока от 18 °C; Тук през зимата сланите са доста често срещано явление, заедно с по-редки снеговалежи в най-високите части.

### Флора и фауна
| Папагалът ара е бразилски ендемит. Страната има една от най-разнообразните популации от птици и земноводни в светаSILVANO, Débora L.; SEGALLA, Magno V. Conservação de anfíbios no Brasil // Megadiversidade (Conservação Internacional). юли 2005. Посетен на 25 февруари 2010.MARINI, Miguel A.; GARCIA, Frederico I. Conservação de aves no Brasil // Megadiversidade (Conservação Internacional). юли 2005. Посетен на 25 февруари 2010. |  | [[Image:Amazonie.jpg\|180px\|alt=Амазонията – най-богатата и биоразнообразна тропическа гора в света | Амазонията – най-богатата и биоразнообразна тропическа гора в света]] |
| Папагалът ара е бразилски ендемит. Страната има една от най-разнообразните популации от птици и земноводни в света |  | Амазонията – най-богатата и биоразнообразна тропическа гора в света                                  |                                                                       |

Голямата територия на Бразилия обхваща различни екосистеми, като Амазонията, призната за биологически най-разнообразната в света, Атлантическата гора и бразилската савана Сераду, които също имат голямо биологично разнообразие, поради което Бразилия се е утвърдила като мегаразнообразна държава. На юг Араукарската гора расте в условията на умерения климат.
Богатата дива природа на Бразилия отразява разнообразието на натурални местообитания или хабитати. Учените смятат, че общият брой на видовете растения и животни в Бразилия е около четири милиона. Сред представителите на големите бозайници могат да се изброят: пумата, ягуара, оцелота; сред редките са храстовото куче, лисицата, белоустото пекари, бразилският тапир, мравояда, ленивеца, скункса и броненосеца. В южната част елените са в изобилие, а в тропичните гори на север могат да се видят много видове широконоси маймуни. Загрижеността за природата се е увеличила, в отговор на световния интерес относно въпросите касаещи околната среда.
Бразилското природно наследство е сериозно застрашено от дейността на човека, и по-конкретно от животновъдството, земеделието, дърводобива, минното дело, преселването, свръхдобива на енергийни източници, като нефт и природен газ, свръхулова, незаконната търговия с диви животни и растения, язовирите и инфраструктурата, замърсяването на водата, климатичните промени, пожарите и инвазивните видове. Строителството на автомобилни пътища в горски райони, като например Трансамазонската магистрала (BR-230) и магистралата BR-163 открили райони, някога отдалечени, за селското стопанство и търговията; строителството на язовири наложило наводняването на равнини и природни местообитания, а мините направили неизлечими белези на земята и замърсили пейзажа.